# Tomahawk (együttes)
A Tomahawk a Faith No More énekesének, Mike Pattonnak az egyik együttese. Ő játszott továbbá a Mr. Bungle és Fantômas zenekarokban is. 1999-ben alakultak meg az Egyesült Államokban. Alternatív metalt, avant-prog-ot és alternatív rockot játszanak. Jelenleg négy taggal rendelkeznek: Mike Patton-nal, Duane Denison-nal, John Stanierrel és Trevor Dunn-al. Volt tagok: Kevin Rutmanis. A zenekar a következő zenekarok tagjaiból áll: Fantomas, Mr. Bungle, Faith No More, Helmet, The Cows, Melvins, The Jesus Lizard. Így az együttes supergroup-nak számít. 2020-ban új album rögzítésébe kezdtek. 

## Diszkográfia
- Tomahawk (2001)
- Mit Gas (2003)
- Anonymous (2007)
- Oddfellows (2013)
- Tonic Immobility (2021)

### Egyéb kiadványok
- Eponymous to Anonymous (2012, box set)